# Conchuco (etnia)
El grupo étnico Conchuco fue una etnia preinca que se distribuyó en la región norteña de la zona de los Conchucos, al norte de la región Áncash, en Perú. Sus orígenes culturales se remontan al 100 a. C., mientras que su declive se dio durante la época colonial (1540 d. C. - 1700 d. C.).

## Historia

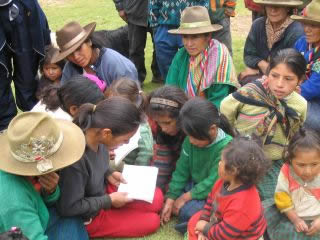
Miembros de una comunidad campesina de Conchucos

Antes de que fueran sometidos por el imperio incaico el grupo conchuco hablaba la lengua Culli o Ilinga de la que se ha documentado muy poco. Este idioma se considera extinto desde mediados del siglo pasado.
A inicios de la conquista del Perú, este grupo étnico sufrió un acto genocida de parte de los españoles, este hecho fue protagonizado por el capitán Francisco de Cháves y sus hombres, enviados por Francisco Pizarro. Tras la retirada de las tropas de Manco Inca, luego de fracasar en su intento de tomar Lima, el cabildo limeño ordenó a Francisco de Chaves ir a someter y pacificar a los indios que permanecían alzados en Huaura, Atavillos y Lampián (sierra del actual departamento de Lima); Huaylas y Conchucos (actual departamento de Ancash); y Bombón, Tarma y Huánuco (sierra central del Perú). En Huamachuco se reunió con el capitán Miguel de la Serna con el que inició la campaña, que fue muy cruel, especialmente en los Conchucos donde los indios tenían cercado a Gonzalo Pizarro y sus hombres, que se hallaban en camino hacia la región amazónica.
La represalia española sobrepasó los límites y desembocó en un verdadero genocidio: luego de quemar y empalar a hombres y mujeres, Chaves hizo asesinar a niños menores de nueve años. Este crimen fue condenado por los mismos españoles y fue denunciado ante la corte real.  Toda un área extensa fue convertida en el corregimiento de Conchucos, involucrando bajo la misma jurisdicción a los pincos, huaris y piscopampas. 

[...] En los Conchucos no dexaua de auer aposentos y otras cosas, como en los pueblos que se han passado: y los naturales son de mediano cuerpo. Andan vestidos ellos y sus mugeres: y traen sus cordones o señales por las cabecas. Afirman que los indios de esta prouincia fueron belicosos: y los Ingas
se vieron en trabajos para sojuzgarlos. Puesto que algunos de los Ingas siempre procuraron atraer a sí las gentes por las buenas obras que les hazían, y palabras de amistad. Españoles han muerto algunos de estos Indios en diuersas vezes: tanto que el Marqués don Francisco Piçarro embió al capitán
Francisco de Chaues con algunos Christianos, y hizieron la guerra muy temerosa y espantable: porque algunos españoles dizen que se quemaron, y empalaron número grande de Indios.
 Pedro Cieza de León [1553] cap. XCIX fol. 109.